# Kolokol

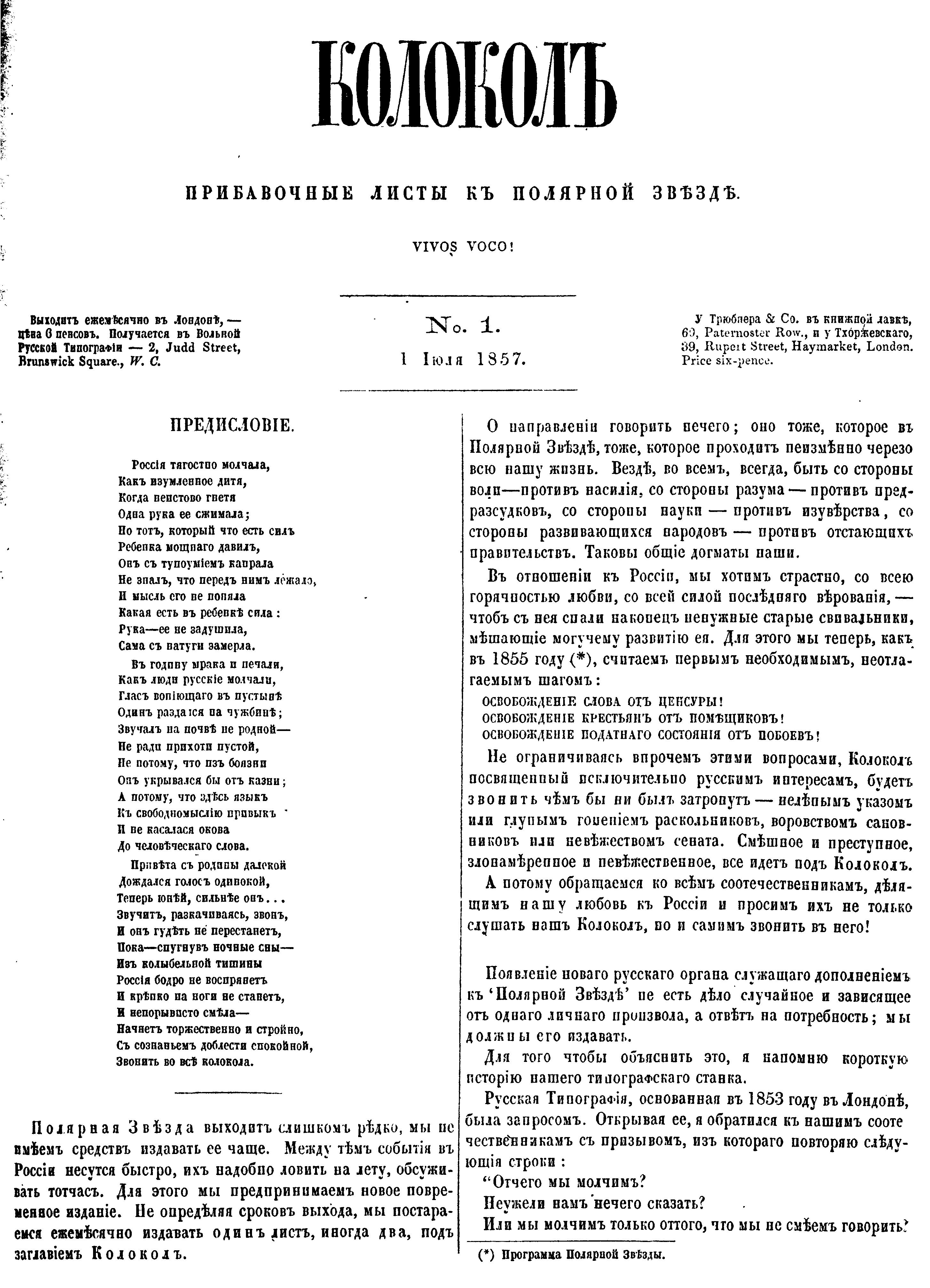
Il primo numero del « Kolokol »

Kolokol (in russo Колокол?, La campana) fu una rivista in lingua russa fondata a Londra da Aleksandr Herzen e Nikolaj Ogarëv.

## Storia
Il primo numero apparve il 1º luglio 1857 come supplemento mensile dell'annuario « Poljarnaja zvezda », (Полярная звезда, Stella polare) fondato da Herzen nel 1855. Kolokol, che dal 1858 fu pubblicato con cadenza settimanale, esprimeva le idee politiche liberali dei due fondatori.
Le pubblicazioni del « Kolokol », che rimasero sempre vietate in Russia, cessarono il 1º luglio 1867 con il 245° numero e 2002 pagine complessivamente stampate. Dal 1º gennaio al 15 giugno 1868 il « Kolokol » riapparve in lingua francese, pubblicando complessivamente 15 numeri. Infine, poco dopo la morte di Herzen, dal 2 aprile al 9 maggio 1870 furono pubblicati sei numeri di un nuovo « Kolokol », a cura di Sergej Nečaev. Le divergenze tra Nečaev e Ogarëv causarono la precoce scomparsa del settimanale.
L'epigrafe del Kolokol era il motto « Vivos voco! » (Chiamo i vivi!), tratto da Das Lied von der Glocke (Il canto della campana) di Schiller:
un appello alle forze vive della nazione russa perché, come veniva scritto nel primo numero, fossero partecipi di un programma di riforme formulato in tre punti: la liberazione di tutto il popolo russo dalla censura, la liberazione dei contadini dalla servitù e la liberazione delle classi non nobili dalle punizioni corporali.
Nel secondo numero del 1º agosto 1857 apparve l'articolo Rivoluzione in Russia, nel quale Herzen mostrava di concordare con l'opinione recentemente espressa alla nobiltà russa da Alessandro II, impegnato a persuaderla della necessità di introdurre qualche riforma liberale: « meglio che le trasformazioni avvengano dall'alto, piuttosto che dal basso » - aveva dichiarato lo zar.

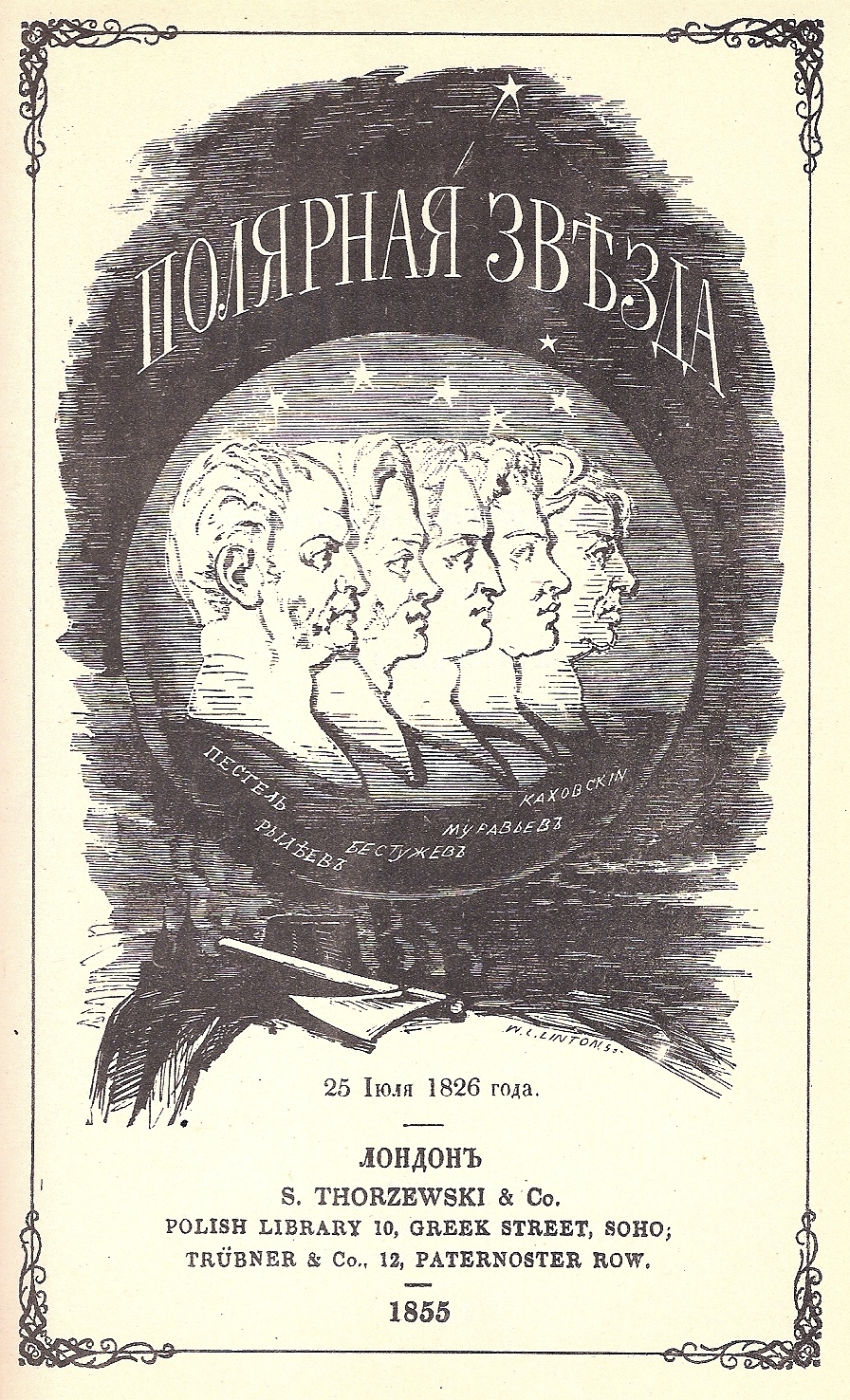
La « Stella polare » di Herzen

Herzen portava l'esempio del Piemonte. Fino al 1847 era stato un regno reazionario con « un governo gesuitico e inquisitoriale, senza alcuna libertà e anzi con una polizia politica, con una terribile censura civile e religiosa che uccideva ogni attività mentale ». In pochi anni « il Piemonte non lo si riconosce più », perché vi vige una « vita nuova, raddoppiata, visi aperti, attività », ottenuta con « una serie di concessioni all'opinione pubblica da parte del governo ». Era la strada che Herzen si augurava che anche la Russia percorresse, preferendo egli « con tutto l'animo la via del pacifico sviluppo umano a quella dello sviluppo sanguinoso » della rivoluzione.
A tale moderato liberalismo, il « Kolokol » unì la sistematica denuncia di ogni scandalo politico, finanziario e amministrativo commesso in Russia del quale fosse venuto a conoscenza grazie alla collaborazione di anonimi lettori spesso annidati nella pubblica amministrazione russa, riscuotendo un tale successo da dover pubblicare, a partire dall'ottobre del 1859, un supplemento, il « Pod sud » (Sotto processo), unicamente dedicato alla rivelazione di quegli scandali che in patria rimanevano coperti dalla censura.
Il « Kolokol » salutò con molta soddisfazione le notizie sui primi progetti di liberazione dei contadini. Era però una liberazione senza terra e il destino della riforma era inizialmente nelle mani dei comitati nobiliari convocati allo scopo, che in maggioranza erano contrari o ponevano condizioni molto gravose per i contadini. Successivamente i progetti furono avocati dalla burocrazia centrale che accelerò la riforma, mantenendo però la condizione del riscatto della terra, e il « Kolokol » scrisse, il 1º novembre 1860, che il riscatto era giustificato dalla necessità: « dare ai nobili un riscatto per la terra risulta più a buon mercato per i contadini che non una rivolta, e per i nobili dare le terre che considerano giustamente come proprie con un piccolissimo riscatto è più vantaggioso che non perire in una rivolta contadina ».
Il riscatto imposto ai contadini fu però pesante e l'appoggio alla riforma dato dal settimanale gli creò nemici tanto tra i reazionari quanto tra i radicali. Alla notizia del manifesto che il 19 febbraio 1861 annunciava l'emancipazione dei contadini, Herzen brindò allo « zar liberatore » e con l'articolo Very dangerous!!! Herzen attaccò i democratici radicali del « Sovremennik », che non si facevano illusioni sulla reale portata della riforma, e segnatamente Černyševskij e Dobroljubov, che egli assimilò ai petraševcy: « i nostri biliosi possono col loro tono spingere un angelo alla rissa e un santo alla maledizione. Esagerano tutto al mondo con un tale aplomb [...] che non c'è modo di sopportarli ».
Il « Kolokol » continuò nei suoi tentativi di strappare qualche concessione in termini liberali appoggiando la richiesta, che si era diffusa in Russia ed era stata fatta propria dal foglio clandestino « Velikoruss », della convocazione di un'assemblea nazionale, uno Zemskij sobor, in cui fossero rappresentate tutte le classi sociali, nobili, clero, contadini, mercanti, borghesi e « la gente d'ogni appellazione ». L'8 maggio 1862 fu così pubblicata una lettera aperta ad Alessandro II di Pëtr A. Mart'janov, un servo liberato che credeva sinceramente che lo zar fosse dalla parte de popolo e gli chiedeva di convocare uno Zemskij sobor che portasse a un'effettiva liberazione dei contadini dai nobili. Mart'janov fu arrestato l'anno seguente al suo ritorno in Russia e morì in carcere nel 1865.